# Douro Litoral

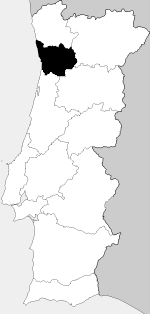
Former province of Douro Litoral

Douro Litoral (kiejtés IPA /'do(w)ɾu litu'ɾaɫ/) Portugália egyik történelmi tartománya (portugálul antiga província vagy região natural) az ország északi részén. Központja Oporto kikötőváros, az ország névadója.
Része annak a dél-galiciai területnek, amit Vímara Peres 868-ban foglalt vissza a móroktól, és ahol vezetésével első portugál grófság megalakult.